# Conceição (Itapetininga)
Conceição é um distrito do município brasileiro de Itapetininga, que integra a Região Metropolitana de Sorocaba, no interior do estado de São Paulo.

## História

### Formação administrativa
- Lei complementar nº 4 de 19/01/1999 - Dispõe sobre a criação do distrito da Conceição, com território desmembrado do distrito sede, no município de Itapetininga[2].

## Geografia

### Demografia

#### População urbana
| Crescimento população urbana | Crescimento população urbana | Crescimento população urbana | Crescimento população urbana |
| Censo                        | Pop.                         |                              | %±                           |
| ---------------------------- | ---------------------------- | ---------------------------- | ---------------------------- |
| 1991                         | 417                          |                              | —                            |
| 2000                         | 395                          |                              | −5,3%                        |
| 2010                         | 645                          |                              | 63,3%                        |
| Fonte: IBGE e Fundação SEADE |                              |                              |                              |

#### População total
Pelo Censo 2010 (IBGE) a população total do distrito era de 1 326 habitantes.

### Área territorial
A área territorial do distrito é de 184,198 km².

### Rodovias
O principal acesso ao distrito é a Rodovia Professor Francisco da Silva Pontes (SP-127).

## Serviços públicos

### Registro civil
Feito na sede do município, pois o distrito não possui Cartório de Registro Civil das Pessoas Naturais.

### Saneamento
O serviço de abastecimento de água é feito pela Companhia de Saneamento Básico do Estado de São Paulo (SABESP).

### Energia
A responsável pelo abastecimento de energia elétrica é a CPFL Santa Cruz (antiga CPFL Sul Paulista), distribuidora do grupo CPFL Energia.

## Religião
O Cristianismo se faz presente no distrito da seguinte forma:

### Igreja Católica
- A igreja faz parte da Diocese de Itapetininga[13].

### Igrejas Evangélicas
- Congregação Cristã no Brasil[14].